# Luke Somers
Luke Daniel Somers (* 1980 oder 1981 in Großbritannien; † 6. Dezember 2014 im Jemen) war ein britisch-US-amerikanischer Fotojournalist.

## Leben
Luke Somers war gebürtiger Brite und hatte neben der britischen auch die US-amerikanische Staatsbürgerschaft.  Er studierte am Beloit College in Wisconsin und schloss seine Studien 2008 mit einem B. A. ab. Er arbeitete als Fotojournalist unter anderem für die BBC und Al Jazeera. Im September 2013 wurde er von Kämpfern der Gruppe al-Qaida im Jemen in der jemenitischen Hauptstadt Sanaa entführt.

## Befreiungsaktion
Die New York Times berichtete über die Befreiungsaktion am 6. Dezember 2014, dass al-Qaida-Kämpfer Somers bei der Aktion angeschossen und schwer verletzt hätten. Er sei zur Makin Island, einem Schiff der United States Navy geflogen worden und während des Transportes verstorben. Die zweite Geisel, der südafrikanische Lehrer Pierre Korkie, starb ebenfalls. Bei der Aktion soll es Gefechte gegeben haben und jemenitische Stammesführer gaben an, es seien Helikopter benutzt worden.
Präsident Barack Obama verurteilte den Tod Somers als barbarisch. Er rechtfertigte die Befreiungsaktion und betonte, dass er schnell handeln musste.